# برگهولن
برگهولن (به آلمانی: Berghülen) یک شهر در آلمان است که در الب-دانو-کریس واقع شده‌است. برگهولن ۱٬۹۶۰ نفر جمعیت دارد.